# Gerrhosaurus multilineatus
Gerrhosaurus multilineatus är en ödleart som beskrevs av Bocage 1866. Gerrhosaurus multilineatus ingår i släktet Gerrhosaurus och familjen sköldödlor.
Arten förekommer i södra Afrika från södra Kongo-Kinshasa och Angola till Namibia och Botswana. Honor lägger ägg.

## Underarter
Arten delas in i följande underarter:
- G. m. multilineatus
- G. m. auritus